# اسکار اند د ولف
اسکار اند د ولف (به انگلیسی: Oscar and the Wolf)، لقب مکس کلمبی (به انگلیسی: Max Colombie)، خواننده بلژیکی است.

## تاریخچه
اسکار اند د ولف برای اولین بار در سال ۲۰۱۳ با تک آهنگ "Sky Sky" مورد توجه بین‌المللی قرار گرفت. با آلبوم اول Entity که در آوریل ۲۰۱۴ منتشر شد، اسکار اند د ولف تحسین بسیاری از منتقدان موسیقی را برانگیخت.
آلبوم "Entity" شامل آهنگهای "Princes" , "Undress" و "Strange Entity" است که در بلژیک و خارج از کشور، مورد توجه بسیاری از منتقدین قرار گرفت و فقط درکشور بلژیک دو گواهینامه پلاتین گرفت.

## ترانه‌شناسی

### آلبوم‌های استودیویی
| عنوان    | جزئیات آلبوم                                                                 | رتبه در جداول | رتبه در جداول | رتبه در جداول | رتبه در جداول | گواهینامه‌ها                   |
| عنوان    | جزئیات آلبوم                                                                 | BEL (FL)      | BEL (WA)      | FRA           | NLD           | گواهینامه‌ها                   |
| -------- | ---------------------------------------------------------------------------- | ------------- | ------------- | ------------- | ------------- | ----------------------------- |
| Entity   | - تاریخ انتشار: ۲۵ (آوریل 2014) - ناشر: PIAS - فرمت‌ها: CD، بارگیری دیجیتال   | ۱             | ۱۱            | -             | ۸             | - BEA: 2 × پلاتین - NVPI: طلا |
| Infinity | - تاریخ انتشار: ۲۹ (سپتامبر 2017) - ناشر: PIAS - فرمت‌ها: CD، بارگیری دیجیتال | ۱             | ۴             | ۱۵۱           | ۶             | - BEA: طلا                    |